# Panaji
Panaji (kannada पणजी Ponnji, maratha पणजी) o -més correctament en català- Pangim és la capital de l'estat indi de Goa a la riba del Mandovi, districte de North Goa a 15° 29′ N, 73° 50′ E / 15.48°N,73.83°E. Té una població de 58.785 habitants (metropolitana al tomb de cent mil) que eren 9325 habitants el 1901. És la tercera ciutat de l'estat després de Vasco da Gama i Margao. El portuguesos, que la van fundar com a Nova Goa, l'anomenen Pangim. Després de 1961 fou rebatejada com a Panaji pels ocupants indis, en el seu afany d'esborrar 450 anys de presència portuguesa i els trets característics de la primera societat euro-asiàtica. Localment s'esmenta com a Ponnjim i com a Ponnjê. El 1843 la vila fou reanomenada Nova Goa, anys després que va substituir a Goa Velha com a centre administratiu de l'Índia Portuguesa (1759).

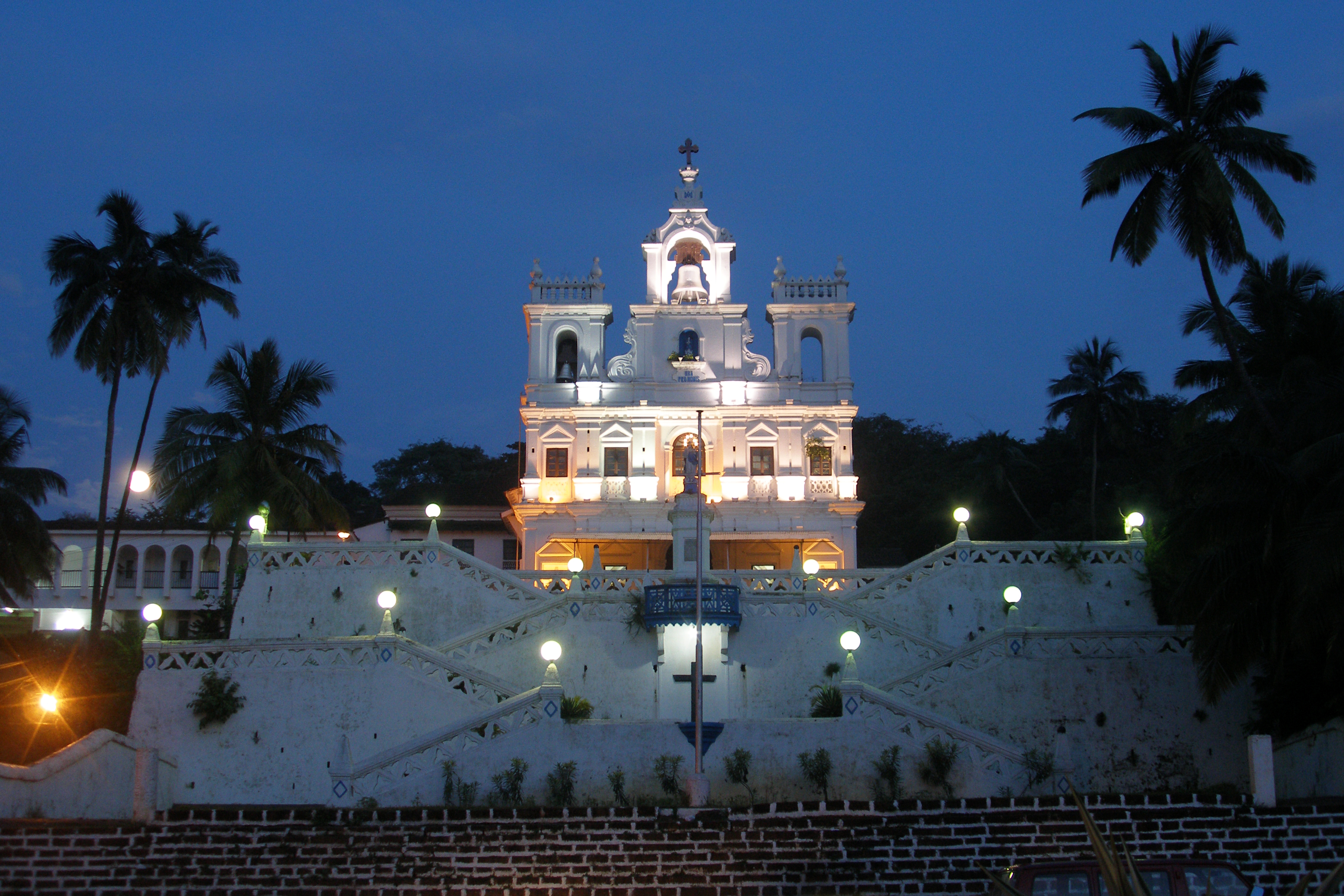
Església de Nostra Senyora de la Immaculada Concepció
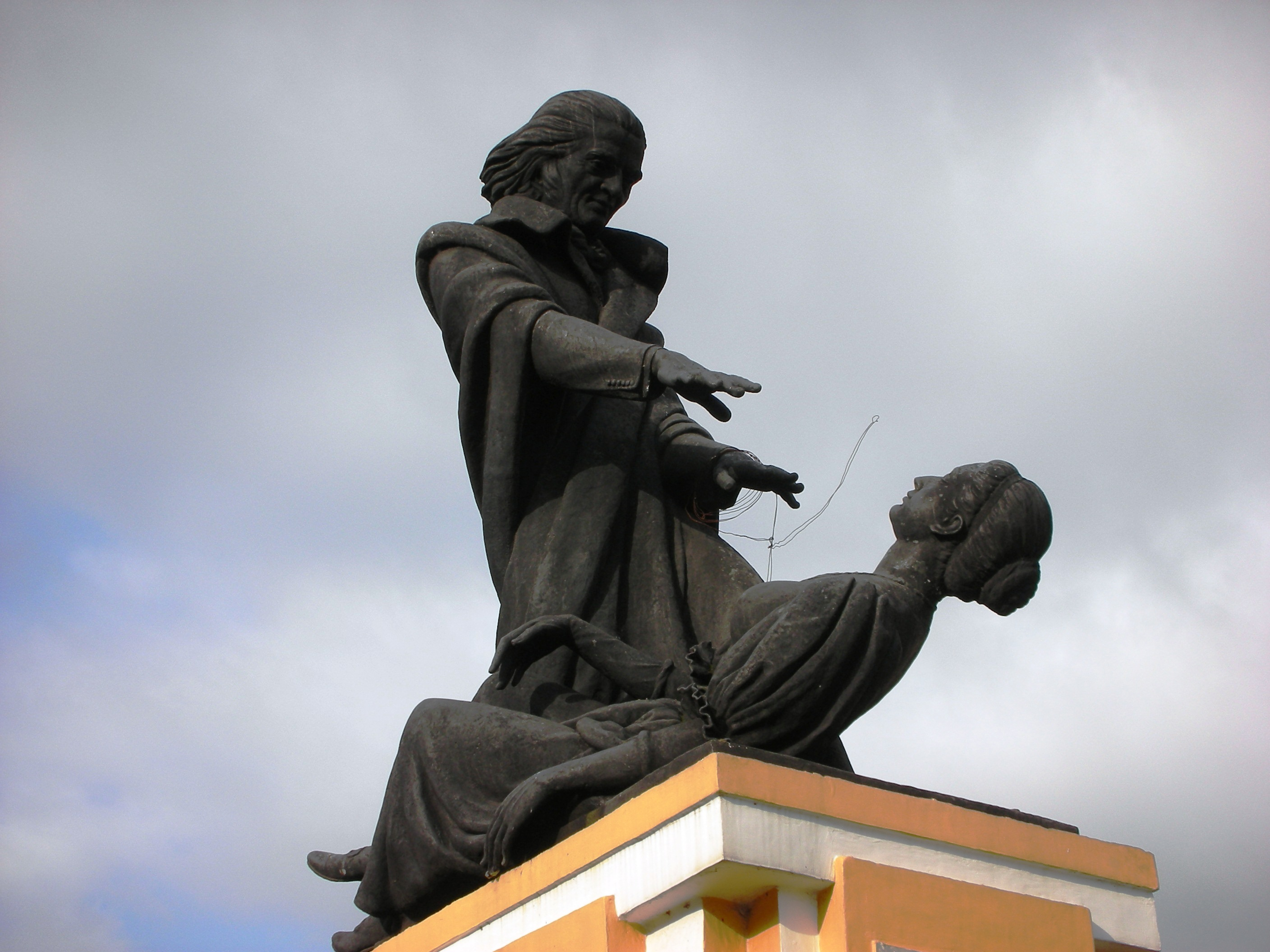
Estàtua de l'Abat Faria
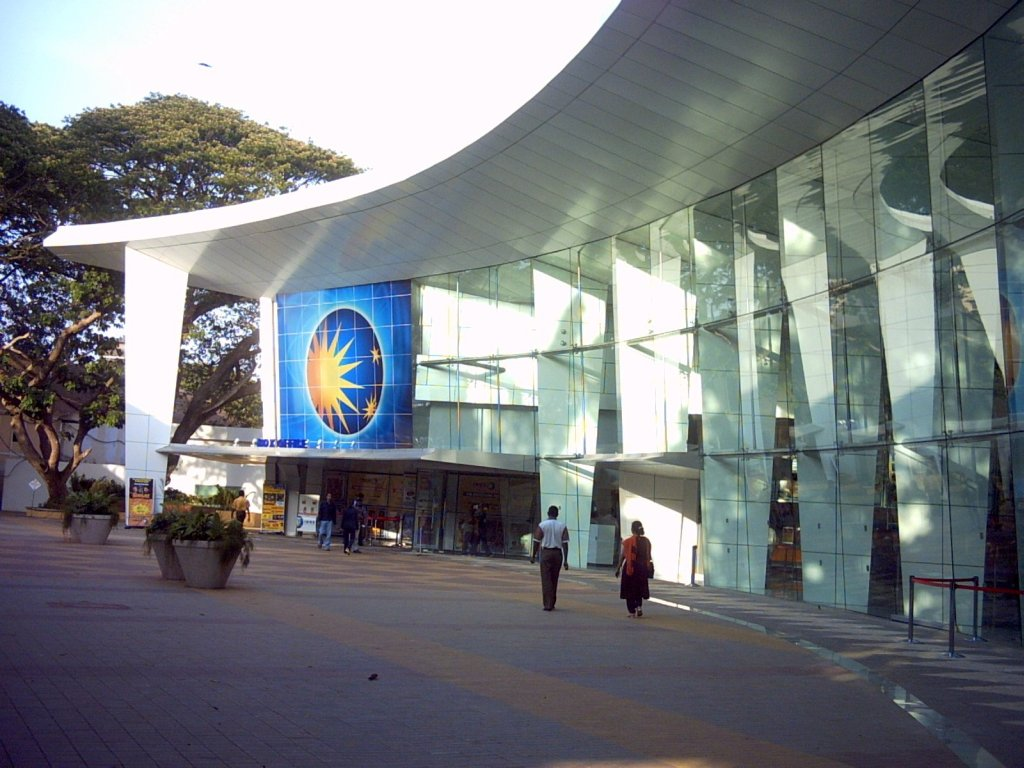
Inox Multiplex Theatre
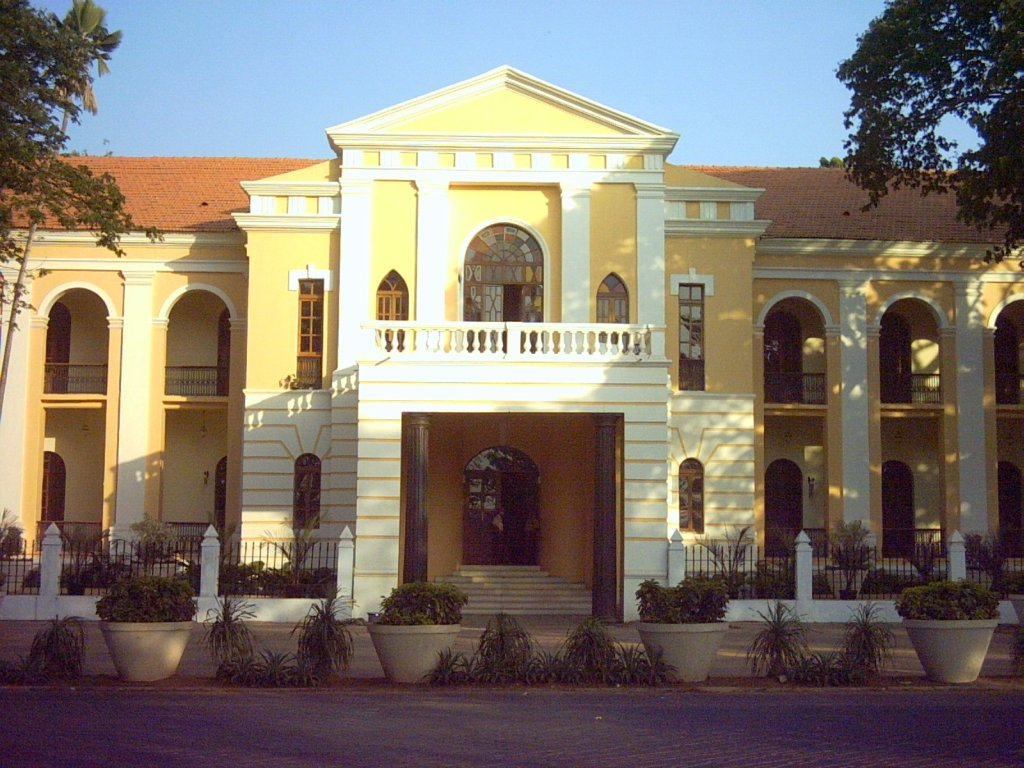
Goa Medical College